# Stronghold 3
 (mars 2017).
Si vous disposez d'ouvrages ou d'articles de référence ou si vous connaissez des sites web de qualité traitant du thème abordé ici, merci de compléter l'article en donnant les références utiles à sa vérifiabilité et en les liant à la section « Notes et références ».
Stronghold 3 est un jeu vidéo de stratégie et de gestion, développé par Firefly Studios et édité par SouthPeak Games. Il est sorti le 25 octobre 2011 sur Windows.

## Synopsis

### Contexte
Stronghold a raconté l'histoire du garçon et sa quête de vengeance contre le Duc de Puce (Le Rat), le Duc de Beauregard (Le Serpent), le Duc de Truffe (Le Cochon) et le  Duc de Volpe (Le Loup) pour l'embuscade et l'assassinat de son père. Après la capture du roi, l'invasion de l'ennemi, la guerre civile et l'embuscade de son père en route pour négocier un traité avec le serpent, le garçon a été repoussé dans une forêt, sur une péninsule négligée. C'est là qu'il a trouvé une petite bande de troupes encore fidèle au roi et, avec l'aide du Seigneur Woolsack et Sir Longarm, a commencé à reprendre le pays comté par comté. Finalement, le garçon va se confronter au loup dans sa tour. Après une intense bataille, il empale le loup énigmatique sur son épée et il le jeta à ce qu'il croyait être sa mort.

### Intrigue
10 ans plus tard, Stronghold 3 continue l'histoire du garçon. Le loup a trompé la mort et est revenu plus amer, tordu et psychotique pendant sa convalescence pénible à l'est. Maintenant, c'est lui qui cherche à se venger. Par les raids dans les villes et villages le milieu de la nuit, le Duc de Volpe a créé une vague de panique. Seul le garçon et ses alliés pourront lui résister ...
Dans la campagne économique, qui a lieu après la fin de la campagne militaire, le garçon aide à reconstruire l'abbaye détruite pendant la guerre.

### Caractéristiques
Les joueurs peuvent choisir entre deux campagnes solo. Une campagne militaire axé sur l'histoire qui raconte le retour du loup à travers une série de missions traditionnelles et une campagne économique basé sur la productivité du village et la gestion des ressources. Les deux campagnes sont entièrement commentée et raconte les nouveaux interludes. Les joueurs sont aussi capables de «changer l'histoire» en choisissant d'attaquer ou défendre un certain nombre de châteaux dans le mode siège du château.
Le moteur physique du jeu est Havok, ce qui influe sur l'efficacité des pièges et l'effondrement réaliste des bâtiments et des murs du château. En outre, le moteur de jeu dispose d'un nouveau système de météo avec un système d'éclairage jour/nuit amélioré.
Un nouveau système de brouillard de guerre a été introduit, au cours de laquelle toutes les zones situées en dehors de la proximité immédiate du château du joueur sont cachés dans l'obscurité. Les joueurs peuvent éclairer des zones spécifiques en mettant le feu à des tours de guet ou explorer la carte avec des paysans munis de torches.

## Accueil
| Stronghold 3          |      |        |
| Média                 | Pays | Notes  |
| Canard PC             | FR   | 5/10   |
| GameSpot              | US   | 45 %   |
| IGN                   | US   | 55 %   |
| Jeuxvideo.com         | FR   | 10/20  |
| Compilations de notes |      |        |
| Metacritic            | US   | 47 %   |
| GameRankings          | US   | 46,1 % |